# 陈江乡
陈江乡，是中华人民共和国四川省广元市昭化区曾经下辖的一个乡。2019年12月，撤销陈江乡，将其所属行政区域划归虎跳镇管辖。

## 行政区划
陈江乡撤销前下辖以下地区：
陈江乡社区、紫金村、五龙村、雷鸣村、金宝村、罗江村和陈江村。